# Lasioglossum yakuticum
Lasioglossum yakuticum là một loài Hymenoptera trong họ Halictidae. Loài này được Pesenko & Davydova mô tả khoa học năm 2004.